# Samuel (cantor)
Samuel Kim Arredondo, (Los Angeles, 17 de janeiro de 2002) conhecido profissionalmente apenas como Samuel (hangul: 사무엘), é um cantor e ator estadunidense de origem sul-coreana e mexicana. Tornou-se conhecido por competir na segunda temporada do reality show da Mnet Produce 101. Integrou o duo de hip hop 1PUNCH em 2015, usando o nome artístico PUNCH (hangul: 펀치; rr: Peonchi; MR: P'ŏnch'i).
Samuel lançou seu primeiro extended play, intitulado Sixteen, em 2 de agosto de 2017, estreando na #4 posição na parada oficial de álbuns da Coreia do Sul, Gaon Album Chart. Estreou como ator em 2018, com a série de TV "Sweet Revenge".

## Carreira
Samuel fez sua primeira aparição para o público aos onze anos, quando apareceu no programa Seventeen TV, em 2013, como trainee da Pledis Entertainment que estrearia como membro do grupo Seventeen. Ainda em 2013 deixou a agência.
Em janeiro de 2015, Samuel estreou como parte do duo de hip hop 1PUNCH (juntamente com One) sob uma colaboração entre a Brave Entertainment e D-Business Entertainment, usando PUNCH como seu nome artístico. Oito meses depois, One foi contratado pela YG Entertainment, levando à dissolução do duo. Sob o nome PUNCH, lançou o single "Spotlight" em colaboração com Silentó, em abril de 2016, para o qual ganharam o 26th Seoul Music Award na categoria Colaboração Global.
Em abril de 2017, Samuel participou da segunda temporada do popular programa de sobrevivência Produce 101 sob seu próprio nome, representando a Brave Entertainment. Durante a primeira eliminação, ficou em segundo lugar, mas não fez o corte final para o grupo de 11 membros, ficando no 18º lugar. O resultado foi recebido com surpresa por alguns espectadores, que esperavam que Samuel fosse parte do Wanna One. Durante o show, foi relatado que a Brave Entertainment apresentaria uma queixa criminal em resposta ao número de comentários e postagens online maliciosos direcionados a Samuel. Em 17 de junho de 2017, após a eliminação de Samuel do show, a Brave Entertainment anunciou que ele se prepararia para uma estreia solo.
O lançamento de seu primeiro mini álbum, intitulado Sixteen, juntamente com a faixa-título de mesmo nome, ocorreu em 2 de agosto de 2017. Em outubro do mesmo ano, apareceu no Fantastic Duo 2 interpretando "Baby" de Justin Bieber e "Insomnia" de Wheesung. Samuel causou uma boa impressão com sua dança durante o programa e revelou: "Eu fui à escola de dança que Usher, Chris Brown e Justin Bieber foram no passado. Em 25 de outubro foi ao ar a sua participação no programa da MBC Every 1 Weekly Idol, juntamente com Jeong Se-woon, MXM e JBJ. No final de outubro de 2017, Samuel revelou o nome oficial de seu fã-clube, sendo chamado de "Garnet". As cores juntas do fã-clube são chamadas de "Rhodolite Garnet", um cristal real que alguns interpretam como "felicidade eterna", representando a "felicidade eterna de Samuel e os Garnets", enquanto o logotipo retrata como os "Garnets estão sempre no coração de Samuel". Seu primeiro álbum de estúdio, intitulado Eye Candy, foi lançado em 16 de novembro de 2017.
Em 7 de de fevereiro de 2018, seu primeiro single em japonês, "Sixteen" lançado anteriormente em coreano, foi lançado e esgotado no mesmo dia. Para celebrar a sua estréia no Japão, Samuel realizou sua primeira apresentação oficial no Odaiba Venue Fort, em Tóquio. Seu segundo extended play, intitulado ONE, foi lançado para 28 de março de 2018. Em julho de 2018, entrou para o elenco do programa musical chinês The Collaboration, tendo sua primeira transmissão em 12 de julho. Também em 2018, fez sua estreia como ator na série de televisão sul-coreana Sweet Revenge.

## Discografia
A discografia de Samuel é composta por um álbum de estúdio, um álbum reeditado, dois extended plays, cinco singles e três aparições em trilhas sonoras.

### Álbuns de estúdio
| Título    | Detalhes | Melhores posições nas paradas | Vendas         |
| Título    | Detalhes | KOR                           | Vendas         |
| --------- | --- | ----------------------------- | -------------- |
| Eye Candy | - Lançamento: 16 de novembro de 2017 - Gravadora(s): Brave Entertainment, LOEN Entertainment - Formato(s): CD, Download digital Lista de faixas 1. 캔디 (Candy) 2. Never Let U Down 3. LOVE LOVE LOVE 4. Paradise 5. 끌려 (Crush on you) 6. 찬란하게 (Brilliantly) 7. 보석함 (Jewel Box) 8. 가면놀이 (Playing with Masks) (featuring Maboos) 9. Dream 10. 식스틴 (Sixteen) (featuring Changmo) (REMIX) | 6                             | - KOR: 25,153+ |

### Álbuns reeditados
| Título   | Detalhes | Melhores posições nas paradas | Vendas        |
| Título   | Detalhes | KOR                           | Vendas        |
| -------- | --- | ----------------------------- | ------------- |
| Teenager | - Lançamento: 30 de maio de 2018 - Gravadora(s): Brave Entertainment, Kakao M - Formato(s): CD, Download digital Lista de faixas 1. Teenager (틴에이저) (featuring Lee Ro Han) 2. Kka Kka (featuring Maboos) 3. One (featuring Jung Il-hoon) 4. SOS 5. Princess 6. I Can't Sleep 7. Clap Your Hands 8. 잠시만 (Just a While) | 11                            | - KOR: 5,000+ |

### Extended plays
| Título  | Detalhes | Melhores posições nas paradas | Vendas         |
| Título  | Detalhes | KOR                           | Vendas         |
| ------- | --- | ----------------------------- | -------------- |
| Sixteen | - Lançamento: 2 de agosto de 2017 - Gravadora(s): Brave Entertainment, LOEN Entertainment - Formato(s): CD, Download digital Lista de faixas 1. Jewel Box 2. 식스틴 (Sixteen) (featuring Changmo) 3. I Got It (featuring Maboos) 4. With U (featuring Kim Chung-ha) 5. 123 (One Two Three) (featuring Maboos) 6. I'm Ready | 4                             | - KOR: 34,386+ |
| One     | - Lançamento: 28 de março de 2018 - Gravadora(s): Brave Entertainment, LOEN Entertainment - Formato(s): CD, Download digital Lista de faixas 1. One (featuring Jung Il-hoon) 2. SOS 3. Princess 4. I Can't Sleep 5. Clap Your Hands 6. 잠시만 (Just a While)                                                               | 8                             | - KOR: 11,900+ |

### Singles
| Título                                                                                   | Ano  | Melhores posições nas paradas | Melhores posições nas paradas | Melhores posições nas paradas | Melhores posições nas paradas | Vendas                       | Álbum                |
| Título                                                                                   | Ano  | KOR                           | CHN Alibaba                   | CHN Billboard                 | JPN                           | Vendas                       | Álbum                |
| ---------------------------------------------------------------------------------------- | ---- | ----------------------------- | ----------------------------- | ----------------------------- | ----------------------------- | ---------------------------- | -------------------- |
| "Spotlight" (com Silentó)                                                                | 2016 | —                             | —                             | —                             | —                             | —                            | Lançamento sem álbum |
| "식스틴 (Sixteen)" (featuring Changmo)                                                   | 2017 | 88                            | 84                            | 6                             | 19                            | - KOR: 22,655+ - JPN: 3,020+ | Sixteen              |
| "캔디 (Candy)"                                                                           | 2017 | —                             | —                             | 6                             | 30                            | - JPN: 1,563+                | Eye Candy            |
| "One" (featuring Jung Il-hoon)                                                           | 2018 | —                             | —                             | 9                             | —                             | —                            | One                  |
| "Teenager" (featuring Lee Ro Han)                                                        | 2018 | —                             | —                             | —                             | —                             | —                            | Teenager             |
| "—" indica lançamentos que não figuraram nas paradas ou não foram lançados nessa região. |      |                               |                               |                               |                               |                              |                      |

Notas
1. ↑  O VChart é dividido em cinco sub-gráficos: o gráfico mandarim, o gráfico de Hong Kong, o gráfico ocidental, o gráfico coreano e o gráfico japonês. As posições incluídas aqui são tiradas do gráfico coreano.

## Filmografia

### Televisão
| Ano  | Título               | Rede          | Notas        |
| ---- | -------------------- | ------------- | ------------ |
| 2017 | Produce 101 Season 2 | Mnet          | Concorrente  |
| 2017 | Fantastic Duo 2      | SBS           | Ep. 27–28    |
| 2017 | Leaving The Nest 2   | tvN           | Regular      |
| 2017 | Photo People         | Naver         | Regular      |
| 2018 | The Collaboration    | Tencent Video | Regular      |
| 2018 | Sweet Revenge        | tvN           | Protagonista |

### Web
| Ano  | Título       | Rede    |
| ---- | ------------ | ------- |
| 2013 | Seventeen TV | Ustream |

## Prêmios e indicações
| Ano  | Prêmio                           | Categoria                    | Trabalho nomeado          | Resultado |
| ---- | -------------------------------- | ---------------------------- | ------------------------- | --------- |
| 2017 | 26th Seoul Music Awards          | Global Collaboration Award   | "Spotlight" (com Silentó) | Venceu    |
| 2017 | 19th Mnet Asian Music Awards     | Best New Male Artist         | Ele mesmo                 | Indicado  |
| 2017 | 19th Mnet Asian Music Awards     | Qoo10 Artist of the Year     | Ele mesmo                 | Indicado  |
| 2017 | Yahoo! Asia Buzz Awards          | Most Searched KR New Singer  | Ele mesmo                 | Venceu    |
| 2018 | 32nd Golden Disc Awards          | New Artist of the Year       | Ele mesmo                 | Indicado  |
| 2018 | 32nd Golden Disc Awards          | Popularity Award             | Ele mesmo                 | Indicado  |
| 2018 | 27th Seoul Music Awards          | Bonsang Award                | Ele mesmo                 | Indicado  |
| 2018 | 27th Seoul Music Awards          | Popularity Award             | Ele mesmo                 | Indicado  |
| 2018 | 27th Seoul Music Awards          | Hallyu Special Award         | Ele mesmo                 | Indicado  |
| 2018 | 2nd Soribada Best K-Music Awards | New Hallyu Performance Award | Ele mesmo                 | Venceu    |
| 2018 | 3rd Asia Artist Awards           | Best Singer                  | Ele mesmo                 | Pendente  |